# اچ‌نوام‌اس گیلر (۱۹۳۸)
اچ‌نوام‌اس گیلر (۱۹۳۸) (به انگلیسی: HNoMS Gyller (1938)) یک کشتی است که طول آن ۷۴٫۳۰ متر (۲۴۳٫۷۷ فوت) می‌باشد. این کشتی در سال ۱۹۳۸ ساخته شد.